# Liên Minh Huyền Thoại: Tốc Chiến
Liên Minh Huyền Thoại: Tốc Chiến (tiếng Anh: League of Legends: Wild Rift, viết tắt: LoL:WR, Wild Rift, WR, LMHT: Tốc Chiến) hay rút gọn lại là Tốc Chiến là một trò chơi điện tử đấu trường trận chiến trực tuyến nhiều người chơi (MOBA) được phát triển và phát hành bởi Riot Games dành cho các thiết bị di dộng Android, iOS và máy chơi game cầm tay. Trò chơi là phiên bản di động của Liên Minh Huyền Thoại.
Giống như Liên Minh Huyền Thoại, người chơi đảm nhận vai trò là một triệu hồi sư vô hình điều khiển một tướng với khả năng độc nhất và chiến đấu chống lại một đội gồm những người chơi khác hoặc những tướng do máy tính điều khiển. Mục tiêu thường là để tiêu diệt Nhà chính (Nexus) của nhóm đối thủ, một cấu trúc nằm ở trung tâm của một căn cứ được bảo vệ bởi các cấu trúc phòng thủ trong khi vẫn bảo vệ Nhà chính của đội mình (Nashor). Ngoài ra trò chơi còn có chế độ chơi khác như ARAM (All Random All Mid), chế độ phòng tập, v.v... Mỗi trận đấu ở Liên Minh Huyền Thoại: Tốc Chiến đều riêng biệt, với hầu hết các tướng ban đầu tương đối yếu nhưng dần tăng sức mạnh bằng cách tích lũy vật phẩm và kinh nghiệm trong suốt quá trình chơi. Các Tướng và bối cảnh pha trộn nhiều yếu tố bao gồm giả tưởng, steampunk và kinh dị.

## Lối chơi
Liên Minh Huyền Thoại: Tốc Chiến là một trò chơi đấu trường trực tuyến nhiều người chơi (MOBA) dưới góc nhìn ba chiều. Khác với phiên bản trên PC, đội phía trên bản đồ được xoay 180 độ hướng di chuyển để phù hợp với thao tác trên màn hình nhỏ.
Người chơi là các Triệu hồi sư (Summoner) lựa chọn Tướng (Champion) phù hợp để thi đấu trong các trận đấu, kéo dài trung bình từ 15 đến 20 phút. Trong mỗi chế độ của trò chơi, các đội làm việc cùng nhau để đạt được điều kiện chiến thắng, với mục tiêu là phá hủy Nhà Chính (Nexus) trong căn cứ của đối thủ sau khi vượt qua một hàng cấu trúc phòng thủ gọi là Trụ bảo vệ.
Tốc Chiến có hệ thống tiền tệ riêng khác với Liên Minh Huyền Thoại PC, cho phép người chơi mua các Tướng và Trang phục bằng Wild Core, Tướng có thể mua bằng Tinh Hoa Lam (Blue Motes) qua các trận đấu bất kể Thắng hay Thua. Tinh Hoa Lam cũng được phân phát thông qua phần thưởng nhiệm vụ và rương tuần. Ngoài ra, còn có một đơn vị tiền tệ nữa là Xu Poro, nó có thể được sử dụng để đổi lấy những vật phẩm như biểu ngữ, tư thế và trang phục trong Cửa Hàng Xu Poro. Bạn cũng có thể dùng loại tiền tệ này để mua Rương Poro, chứa rất nhiều loại vật phẩm đa dạng, ví dụ như biểu tượng, biểu cảm, hiệu ứng biến về và nhiều thứ khác.

## Phát triển
Vào năm 2015, Tencent đã yêu cầu hợp tác với Riot Games, thuộc sở hữu của Tencent, đề nghị họ chuyển đổi trò chơi Liên Minh Huyền Thoại nổi tiếng của họ thành một tựa game di động. Tuy nhiên, Riot đã từ chối và khẳng định rằng Trò chơi Liên Minh Huyền Thoại không thể được nhân rộng trên điện thoại thông minh. Tencent sau đó đã tiến hành tạo ra trò chơi di động của riêng họ, Vương giả vinh diệu, dịch sang tiếng Anh là Honor of Kings.
Năm 2016, Tencent đã có hơn 50 triệu người dùng hoạt động hàng ngày và hơn 200 triệu người dùng đã đăng ký. Nhận thấy tiềm năng to lớn trên thị trường di động, Riot Games đã công bố Liên Minh Huyền Thoại: Tốc Chiến vào ngày 16 tháng 10 năm 2019, trong lễ kỷ niệm 10 năm Liên Minh Huyền Thoại ra đời. Tại Việt Nam, trò chơi được phát hành vào ngày 8 tháng 12, 2020.

## Đón nhận
League of Legends: Wild Rift được các nhà phê bình trò chơi đón nhận nồng nhiệt. Trên trang web tổng hợp đánh giá Metacritic, trò chơi nhận được số điểm 89 trên 100 dựa trên 7 bài đánh giá. Cass Marshall từ Polygon nói rằng Tốc Chiến cung cấp "một giải pháp thay thế tuyệt vời cho những ai sợ bị bắt nạt trên phiên bản máy tính của Liên Minh Huyền Thoại." Jordan Minor từ PCMag cho Wild Rift 4 trên 5 sao và gọi trò chơi là "một phiên bản di động có khả năng đáng ngạc nhiên" của Liên Minh Huyền Thoại. Nhà biên tập ca ngợi phong cách nghệ thuật của trò chơi cũng như khả năng hoạt động trên các thiết bị phần cứng yếu. Shannon Liao của The Washington Post nói rằng trò chơi "thân thiện với người mới bắt đầu" hơn so với Liên Minh Huyền Thoại nhưng cảm thấy rằng phần hướng dẫn có thể cần được toàn diện hơn. Andrew Webster của The Verge đã viết rằng bất chấp lối chơi phức tạp của Liên Minh Huyền Thoại, Tốc Chiến "đã làm rất tốt trong việc giúp người chơi mới dễ dàng tiếp cận trò chơi bằng việc giải thích những thứ cơ bản bằng thuật ngữ đơn giản".
Về phần điều khiển của trò chơi, trong khi các nút điều khiển cảm ứng được sử dụng để tấn công được ca ngợi là "hoàn toàn có thể chơi được" và "trực quan", nút điều khiển cho việc di chuyển được mô tả là "có thể dùng được nhưng giống như các nút điều khiển cảm ứng khác, đổi khi nó có thể không phản hồi." Cũng về vấn đề này, Minor có nói về vấn đề rằng "không phải lúc nào cũng theo kịp hành động của người chơi."

## Hành vi của người chơi
Một bộ phận người chơi Tốc Chiến tại Hoa Kỳ được cho là "ít toxic" hơn nhiều so với những người chơi Liên Minh Huyền Thoại mà Liao và Steven Messner của PC Gamer được cho là lượng nỗ lực cần thiết để gõ trên điện thoại thông minh. Liao nhận thấy rằng mặc dù ít có xảy ra tranh cãi mà cô gặp phải về việc "đảm nhận vai trò mà người khác muốn." Tốc Chiến dường như đang "thổi một luồng gió mới cho cộng đồng đã phát triển khá tầm thường."